# Lista de concertos musicais no Allianz Parque

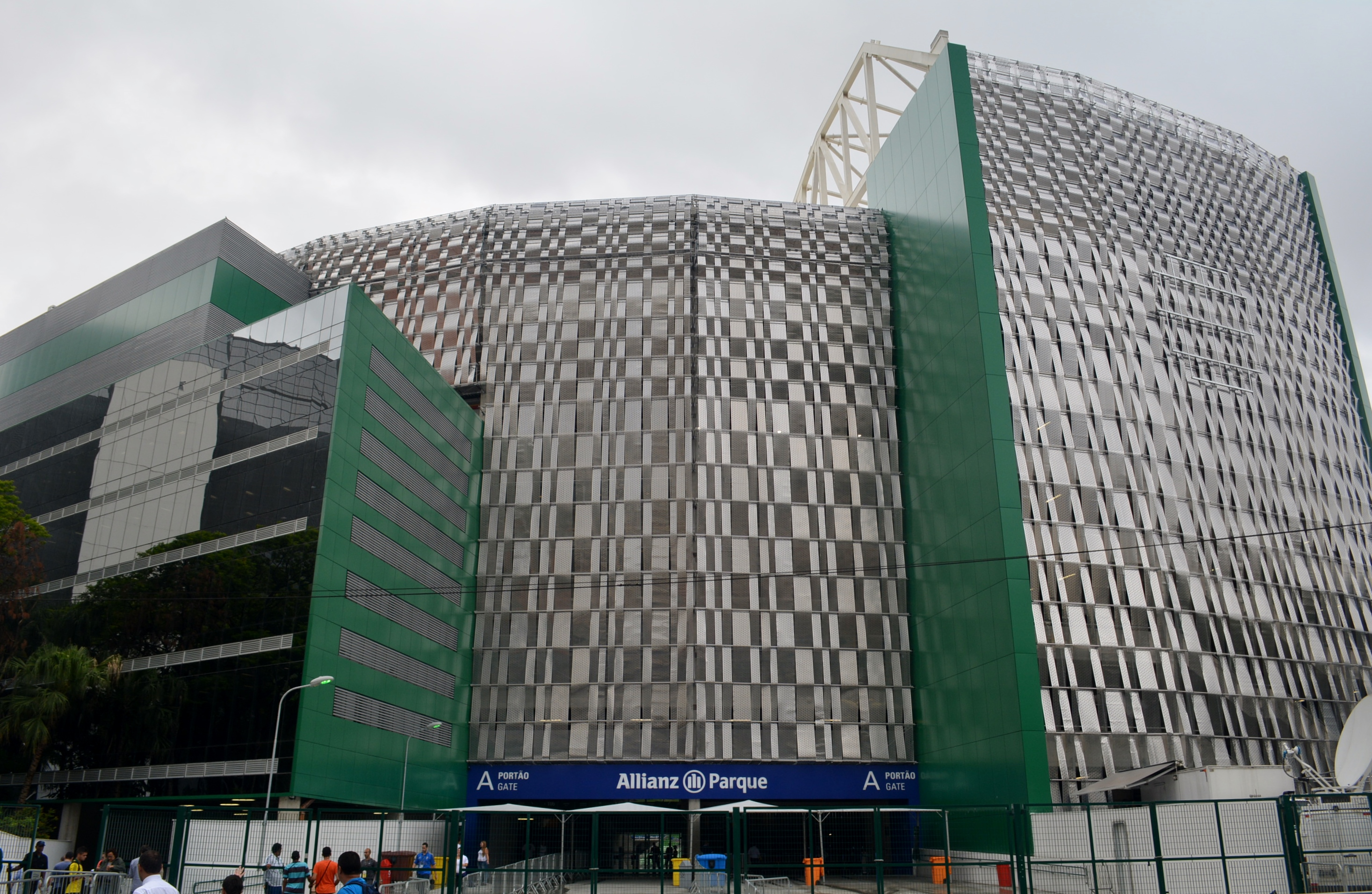
Visão da fachada do Allianz Parque, em São Paulo

Inaugurado em novembro de 2014, o Allianz Parque, além de representar a arena oficial do Palmeiras para jogos de futebol, também se consolidou como um dos principais endereços do mundo para realização de grandes concertos musicais. De acordo com o levantamento da Pollstar, uma publicação especializada em concertos com sede nos Estados Unidos, a arena localizada na cidade de São Paulo sediou dezessete shows e recebeu um público acumulado de aproximadamente 600 mil pessoas ao longo de 2017. 
Ela ficou em primeiro lugar em um ranking internacional daquele ano, a frente de importantes sedes de eventos desportivos e musicais, dentre os quais a Johan Cruyff Arena (11 shows), Stade de France (9 shows), Fenway Park (8 shows) e o Estádio Olímpico de Londres (7 shows).

## História

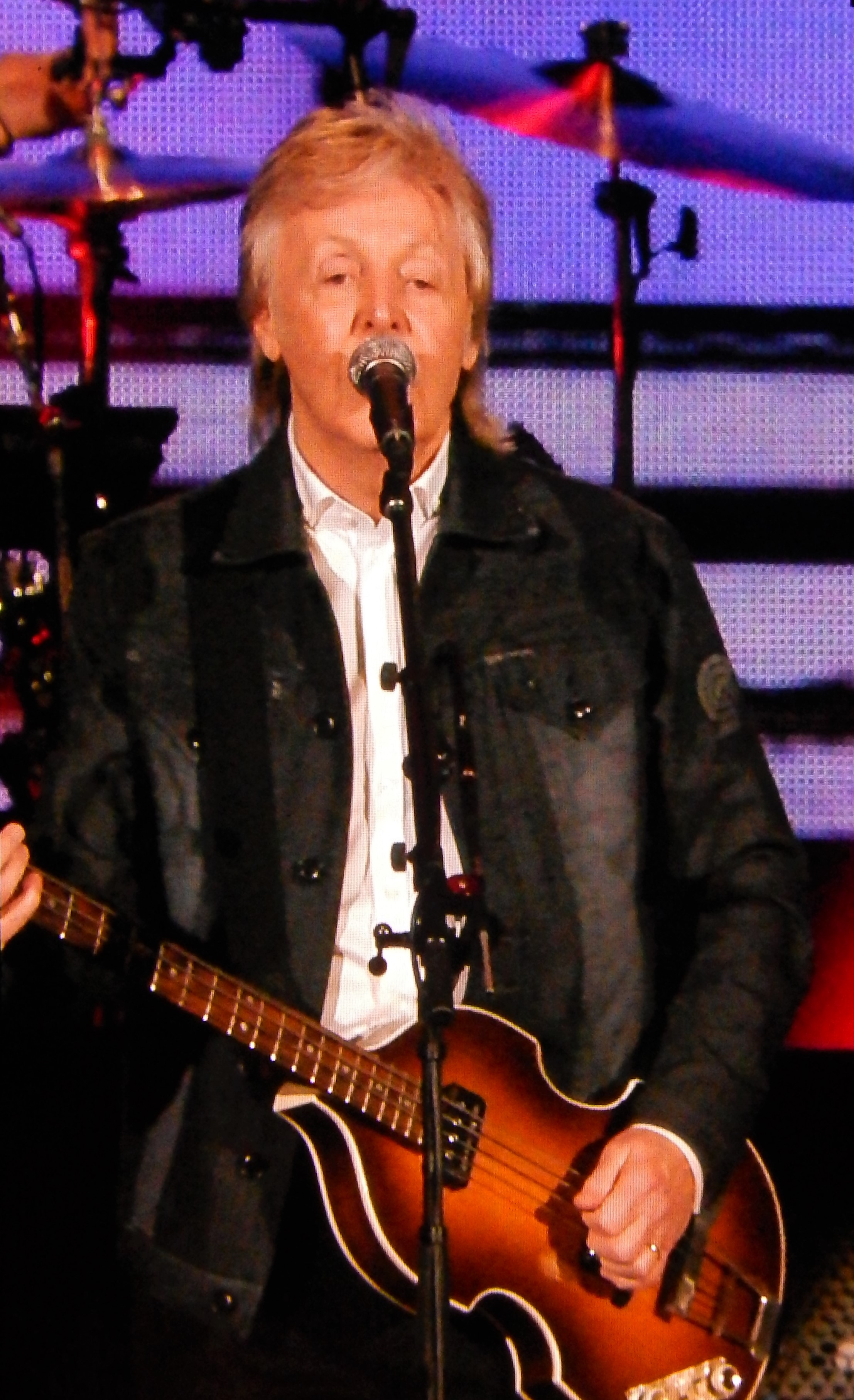
Paul McCartney foi o primeiro músico a tocar no Allianz Parque, em 2014

Os primeiros espetáculos realizados no Allianz Parque foram de Paul McCartney. O ex-integrante da banda The Beatles se apresentou nos dias 25 e 26 de novembro de 2014, em sua turnê Out There!. Cerca de 50 mil fãs compareceram em ambas apresentações.
O primeiro show nacional realizado na Arena foi do cantor Roberto Carlos, no dia 18 de abril de 2015. Na ocasião, para um público de cerca de 50 mil pessoas, ele também comemorou o seu aniversário de 74 anos.
O estádio também já recebeu outros grandes nomes da música, como The Who, Rod Stewart, Elton John, James Taylor, Andrea Bocelli, Sting, Ozzy Osbourne, Alice Cooper, Roger Waters, David Gilmour, Phil Collins, Deep Purple, Iron Maiden, Judas Priest, Scorpions, Whitesnake, Guns N' Roses, Aerosmith, Bon Jovi, Def Leppard, Coldplay, Depeche Mode, Taylor Swift, Foo Fighters, Alice in Chains, Queens of The Stone Age, Anthrax, Muse, Maroon 5, Katy Perry, Sandy & Junior, Justin Bieber, BTS, RBD, Ed Sheeran e Ariana Grande, entre outros. 
Os shows realizados fizeram parte tanto de turnês próprias dos artistas como de grandes festivais de música, como o Monsters of Rock, o São Paulo Trip, o GPWeek, o Rockfest e Solid Rock.

## Lista de grandes concertos
Abaixo, pode ser conferida a lista com grandes concertos e eventos musicais no Allianz Parque com público acima de 10 mil pessoas, envolvendo os modelos de estádio completo, meio estádio, anfiteatro e Allianz Parque Hall.
| Legenda | Legenda                      |
| ------- | ---------------------------- |
|         | Estádio completo (E.C.)      |
|         | Allianz Parque Hall (A.P.H.) |
|         | Anfiteatro (A.)              |
|         | Meio Estádio (M.E.)          |
|         | Próximos eventos             |

| Shows e festivais internacionais | |                                              |           |        |
| Data                             | Artista/Banda | Turnê/Evento                                 | Público   | Modelo |
| 25 de novembro de 2014           | Paul McCartney | Out There! Tour                              | ≅ 50.000  | E.C.   |
| 26 de novembro de 2014           | Paul McCartney | Out There! Tour                              | ≅ 50.000  | E.C.   |
| 19 de setembro de 2015           | Rod Stewart | The Hits                                     | ≅ 15.000  | A.     |
| 25 de setembro de 2015           | Katy Perry | The Prismatic World Tour                     | 35.564    | E.C.   |
| 24 de outubro de 2015            | Muse | Drones World Tour                            | ≅ 27.000  | E.C.   |
| 25 de outubro de 2015            | Ariana Grande | The Honeymoon Tour                           | ≅ 22.000  | A.     |
| 11 de dezembro de 2015           | David Gilmour | Rattle That Lock Tour                        | ≅ 40.000  | E.C.   |
| 12 de dezembro de 2015           | David Gilmour | Rattle That Lock Tour                        | ≅ 40.000  | E.C.   |
| 17 de março de 2016              | Maroon 5 | Maroon V Tour                                | ≅ 45.000  | E.C.   |
| 19 de março de 2016              | Maroon 5 | Maroon V Tour                                | ≅ 45.000  | E.C.   |
| 26 de março de 2016              | Iron Maiden | The Book of Souls World Tour                 | ≅ 42.000  | E.C.   |
| 7 de abril de 2016               | Coldplay | A Head Full of Dreams Tour                   | 46.563    | E.C.   |
| 4 de junho de 2016               | Eros Ramazzotti | Perfetto Tour                                | –         | A.     |
| 12 de outubro de 2016            | Andrea Bocelli | Cinema Tour                                  | ≅ 40.000  | E.C.   |
| 13 de outubro de 2016            | Andrea Bocelli | Cinema Tour                                  | ≅ 40.000  | E.C.   |
| 15 de outubro de 2016            | Aerosmith | Rock 'N' Roll Rumble Tour                    | ≅ 45.000  | E.C.   |
| 11 de novembro de 2016           | Guns N' Roses | Not in This Lifetime... Tour                 | ≅ 45.000  | E.C.   |
| 12 de novembro de 2016           | Guns N' Roses | Not in This Lifetime... Tour                 | ≅ 45.000  | E.C.   |
| 10 de dezembro de 2016           | Demi Lovato, Anitta, Projota, Tiago Iorc, Cheat Codes e Manu Gavassi                                                                 | Z Festival                                   | ≅ 20.000  | A.     |
| 1 de abril de 2017               | Justin Bieber | Purpose World Tour                           | ≅ 44.000  | E.C.   |
| 2 de abril de 2017               | Justin Bieber | Purpose World Tour                           | ≅ 44.000  | E.C.   |
| 6 de abril de 2017               | Elton John e James Taylor | Turnê conjunta                               | ≅ 45.000  | E.C.   |
| 6 de maio de 2017                | Sting | 57th & 9th Tour                              | ≅ 10.000  | A.     |
| 28 de maio de 2017               | Ed Sheeran | ÷ Tour                                       | ≅ 40.000  | E.C.   |
| 1 de julho de 2017               | Ariana Grande | Dangerous Woman Tour                         | ≅ 27.000  | E.C.   |
| 21 de setembro de 2017           | The Who, The Cult e Alter Bridge | São Paulo Trip                               | –         | E.C.   |
| 23 de setembro de 2017           | Bon Jovi e The Kills | São Paulo Trip                               | –         | E.C.   |
| 24 de setembro de 2017           | Aerosmith e Def Leppard | São Paulo Trip                               | –         | E.C.   |
| 26 de setembro de 2017           | Guns N' Roses e Alice Cooper | São Paulo Trip                               | –         | E.C.   |
| 15 de outubro de 2017            | Paul McCartney | One on One Tour                              | ≅ 45.000  | E.C.   |
| 18 de outubro de 2017            | John Mayer | The Search for Everything World Tour         | –         | E.C.   |
| 7 de novembro de 2017            | Coldplay | A Head Full of Dreams Tour                   | ≅ 45.000  | E.C.   |
| 8 de novembro de 2017            | Coldplay | A Head Full of Dreams Tour                   | ≅ 45.000  | E.C.   |
| 13 de dezembro de 2017           | Deep Purple, Cheap Trick e Tesla | Solid Rock Festival                          | ≅ 25.000  | E.C.   |
| 24 de fevereiro de 2018          | Phil Collins | The Legendary Phil Collins Live              | ≅ 40.000  | E.C.   |
| 25 de fevereiro de 2018          | Phil Collins | The Legendary Phil Collins Live              | ≅ 40.000  | E.C.   |
| 27 de fevereiro de 2018          | Foo Fighters e Queens of the Stone Age                                                                                               | Concrete and Gold Tour Villains World Tour   | ≅ 40.000  | E.C.   |
| 28 de fevereiro de 2018          | Foo Fighters e Queens of the Stone Age                                                                                               | Concrete and Gold Tour Villains World Tour   | ≅ 40.000  | E.C.   |
| 17 de março de 2018              | Katy Perry | Witness: The Tour                            | ≅ 40.000  | E.C.   |
| 27 de março de 2018              | Depeche Mode | Global Spirit Tour                           | ≅ 25.000  | M.E.   |
| 22 de abril de 2018              | Radiohead, Flying Lotus, Junun e Aldo The Band                                                                                       | Soundhearts Festival                         | ≅ 30.000  | E.C.   |
| 13 de maio de 2018               | Ozzy Osbourne | Farewell World Tour                          | ≅ 40.000  | E.C.   |
| 29 de setembro de 2018           | Andrea Bocelli | Andrea Bocelli Tour                          | ≅ 45.000  | E.C.   |
| 30 de setembro de 2018           | Andrea Bocelli | Andrea Bocelli Tour                          | ≅ 45.000  | E.C.   |
| 9 de outubro de 2018             | Roger Waters | Us + Them Tour                               | ≅ 45.000  | E.C.   |
| 10 de outubro de 2018            | Roger Waters | Us + Them Tour                               | ≅ 45.000  | E.C.   |
| 14 de outubro de 2018            | Camila Cabello, Rouge, 1Kilo, Zeeba, Vitor Kley, Make U Sweat, Kvsh, MC WM e Big Up                                                  | Z Festival 2018                              | ≅ 20.000  | E.C.   |
| 21 de outubro de 2018            | Shakira | El Dorado World Tour                         | ≅ 45.000  | E.C.   |
| 10 de novembro de 2018           | Judas Priest, Alice in Chains e Black Star Riders                                                                                    | Solid Rock Festival                          | ≅ 35.000  | E.C.   |
| 13 de fevereiro de 2019          | Ed Sheeran | ÷ Tour                                       | ≅ 41.000  | E.C.   |
| 14 de fevereiro de 2019          | Ed Sheeran | ÷ Tour                                       | ≅ 41.000  | E.C.   |
| 26 de março de 2019              | Paul McCartney | Freshen Up Tour                              | ≅ 48.000  | E.C.   |
| 27 de março de 2019              | Paul McCartney | Freshen Up Tour                              | ≅ 43.000  | E.C.   |
| 25 de maio de 2019               | BTS | BTS World Tour Love Yourself: Speak Yourself | ≅ 42.000  | E.C.   |
| 26 de maio de 2019               | BTS | BTS World Tour Love Yourself: Speak Yourself | ≅ 42.000  | E.C.   |
| 21 de setembro de 2019           | Scorpions, Whitesnake, Helloween, Europe e Armored Dawn                                                                              | Rockfest                                     | ≅ 40.000  | E.C.   |
| 25 de setembro de 2019           | Bon Jovi | This House Is Not For Sale Tour              | ≅ 45.000  | E.C.   |
| 18 de outubro de 2019            | Bryan Adams | Shine A Light World Tour                     | ≅ 12.000  | A.P.H. |
| 29 de novembro de 2019           | Shawn Mendes | The Tour                                     | ≅ 35.000  | M.E.   |
| 1 de março de 2020               | Maroon 5 | Tour 2020                                    | ≅ 45.000  | E.C.   |
| 5 de abril de 2022               | Maroon 5 | Tour 2022                                    | ≅ 45.000  | E.C.   |
| 30 de abril de 2022              | Kiss | End Of The Road Tour                         | ≅ 45.000  | E.C.   |
| 24 de setembro de 2022           | Guns N' Roses | Guns N' Roses 2020 Tour                      | ≅ 45.000  | E.C.   |
| 1 de outubro de 2022             | Rockin' 1000 | Rockin' 1000 rocks Brazil                    | ≅ 45.000  | E.C.   |
| 6 de novembro de 2022            | Michael Bublé | Higher Tour                                  | –         | –      |
| 12 de novembro de 2022           | The Killers, Twenty One Pilots, Hot Chip, The Band Camino e Fresno                                                                   | GPWeek                                       | –         | E.C.   |
| 6 de dezembro de 2022            | Harry Styles | Love On Tour                                 | ≅ 45.000  | E.C.   |
| 13 de dezembro de 2022           | Harry Styles | Love On Tour                                 | ≅ 45.000  | E.C.   |
| 14 de dezembro de 2022           | Harry Styles | Love On Tour                                 | ≅ 45.000  | E.C.   |
| 27 de janeiro de 2023            | Backstreet Boys | DNA World Tour                               | 91.340    | E.C.   |
| 28 de janeiro de 2023            | Backstreet Boys | DNA World Tour                               | 91.340    | E.C.   |
| 28 de fevereiro de 2023          | Imagine Dragons | Mercury World Tour                           | 49.085    | E.C.   |
| 7 de março de 2023               | Def Leppard e Mötley Crüe | The World Tour                               | –         | E.C.   |
| 22 de abril de 2023              | Kiss, Scorpions, Deep Purple, Helloween, Candlemass, Symphony X e Doro                                                               | Festival Monsters of Rock                    | ≅ 55.000  | E.C.   |
| 5 de maio de 2023                | Alicia Keys | Alicia + Keys World Tour                     | –         | M.E.   |
| 10 de outubro de 2023            | The Weeknd | After Hours til Dawn Tour                    | 97.892    | E.C.   |
| 11 de outubro de 2023            | The Weeknd | After Hours til Dawn Tour                    | 97.892    | E.C.   |
| 21 de outubro de 2023            | Evanescence | South American Tour                          | –         | E.C.   |
| 4 de novembro de 2023            | Machine Gun Kelly, Swedish House Mafia, Halsey e JXDN                                                                                | GPWeek                                       | –         | E.C.   |
| 5 de novembro de 2023            | Kendrick Lamar, Thundercat e Sofi Tukker                                                                                             | GPWeek                                       | –         | E.C.   |
| 11 de novembro de 2023           | Roger Waters | This Is Not a Drill                          | –         | E.C.   |
| 12 de novembro de 2023           | Roger Waters | This Is Not a Drill                          | –         | E.C.   |
| 14 de novembro de 2023           | Alanis Morissette | 2023 World Tour                              | –         | E.C.   |
| 16 de novembro de 2023           | RBD | Soy Rebelde Tour                             | 190.743   | E.C.   |
| 17 de novembro de 2023           | RBD | Soy Rebelde Tour                             | 190.743   | E.C.   |
| 18 de novembro de 2023           | RBD | Soy Rebelde Tour                             | 190.743   | E.C.   |
| 19 de novembro de 2023           | RBD | Soy Rebelde Tour                             | 190.743   | E.C.   |
| 24 de novembro de 2023           | Taylor Swift | The Eras Tour                                | ≅ 50.000  | E.C.   |
| 25 de novembro de 2023           | Taylor Swift | The Eras Tour                                | ≅ 50.000  | E.C.   |
| 26 de novembro de 2023           | Taylor Swift | The Eras Tour                                | ≅ 50.000  | E.C.   |
| 7 de dezembro de 2023            | Paul McCartney | Got Back                                     | 149.226   | E.C.   |
| 9 de dezembro de 2023            | Paul McCartney | Got Back                                     | 149.226   | E.C.   |
| 10 de dezembro de 2023           | Paul McCartney | Got Back                                     | 149.226   | E.C.   |
| 6 de fevereiro de 2024           | Twice | Ready to Be World Tour                       | 65.984    | E.C    |
| 7 de fevereiro de 2024           | Twice | Ready to Be World Tour                       | 65.984    | E.C.   |
| 23 de março de 2024              | Luis Miguel | Tour 2023–24                                 | 24.207    | E.C.   |
| 16 de abril de 2024              | Jonas Brothers | Five Albums. One Night. The World Tour       | –         | E.C.   |
| 25 de maio de 2024               | Andrea Bocelli | De Volta ao Brasil                           | –         | E.C    |
| 26 de maio de 2024               | Andrea Bocelli | De Volta ao Brasil                           | –         | E.C.   |
| 20 de setembro de 2024           | Mariah Carey | –                                            | ≅ 50.000  | E.C.   |
| 6 de dezembro de 2024            | Iron Maiden | The Future Past World Tour                   | ≅ 120.000 | E.C.   |
| 7 de dezembro de 2024            | Iron Maiden | The Future Past World Tour                   | ≅ 120.000 | E.C.   |
| 26 de janeiro de 2025            | Twenty One Pilots | The Clancy World Tour                        | ≅ 55.000  | E.C.   |
| 8 de março de 2025               | Vários | Festival The Offspring                       | –         | E.C.   |
| 15 de março de 2025              | Simply Red | 40th Anniversary Tour 2025                   | –         | E.C.   |
| 19 de abril de 2025              | Vários | Festival Monsters of Rock                    | –         | E.C.   |
| 10 de maio de 2025               | System of a Down | Wake Up! South America Stadium Tour          | –         | E.C.   |
| 11 de maio de 2025               | System of a Down | Wake Up! South America Stadium Tour          | –         | E.C.   |
| Shows e festivais nacionais      | |                                              |           |        |
| Data                             | Artista/Banda | Turnê/Evento                                 | Público   | Modelo |
| 18 de abril de 2015              | Roberto Carlos | 74° Aniversário                              | ≅ 50.000  | E.C.   |
| 11 de setembro de 2016           | Jorge & Mateus, Matheus & Kauan, Wesley Safadão, Simone & Simaria, Bruno & Marrone, Israel Novaes, Luan Santana e Humberto & Ronaldo | Villa Mix                                    | ≅ 40.000  | E.C.   |
| 19 de novembro de 2017           | Nando Reis, Vanessa da Mata, Frejat, Jorge Vercillo e Alceu Valença                                                                  | Festival NovaBrasil 2017                     | ≅ 15.000  | A.     |
| 19 de dezembro de 2017           | Claudia Leitte, Anitta, Larissa Manoela, Wanessa, Alexandre Pires, Daniel, Carmen Monarcha e Caio Duran                              | Concerto: Feliz Natal Brasil - Believe       | –         | A.     |
| 5 de maio de 2018                | Marília Mendonça, Gusttavo Lima, Wesley Safadão, Leo Santana, Henrique & Juliano, Maiara & Maraisa, Marcos & Belutti, Dennis DJ      | Skuta Festival                               | ≅ 46.000  | E.C.   |
| 1 de junho de 2018               | Ivete Sangalo e Gilberto Gil | –                                            | ≅ 10.000  | A.P.H. |
| 18 de agosto de 2018             | Tribalistas | Tribalistas Tour                             | ≅ 45.000  | E.C.   |
| 27 de outubro de 2018            | Jota Quest, Anavitória, Raimundo Fagner, Titãs e Zélia Duncan                                                                        | Festival NovaBrasil                          | –         | A.P.H. |
| 24 de novembro de 2018           | Jorge Ben Jor | Salve Simpatia                               | –         | A.P.H. |
| 25 de novembro de 2018           | Elba Ramalho, Geraldo Azevedo e Alceu Valença                                                                                        | O Grande Encontro - 20 Anos                  | –         | A.P.H. |
| 26 de novembro de 2018           | Orquestra Petrobras Sinfônica | Dark Side of the Moon                        | ≅ 10.000  | A.P.H. |
| 8 de dezembro de 2018            | Ivete Sangalo | Live Experience                              | ≅ 45.000  | E.C.   |
| 20 de abril de 2019              | Orquestra Sinfônica Villa Lobos | Star Wars in Concert: Uma Nova Esperança     | –         | A.P.H. |
| 18 de maio de 2019               | Los Hermanos | –                                            | ≅ 45.000  | E.C.   |
| 27 de junho de 2019              | Fundo de Quintal e Jorge Aragão | –                                            | –         | A.P.H. |
| 28 de junho de 2019              | Encontro Marcado e Nós do Rock Rural                                                                                                 | Encontro de Gerações                         | ≅ 5.000   | A.P.H. |
| 29 de junho de 2019              | Orquestra Petrobras Sinfônica | Bohemian Rhapsody                            | ≅ 5.000   | A.P.H. |
| 30 de junho de 2019              | Orquestra Petrobras Sinfônica | Metallica                                    | ≅ 5.000   | A.P.H. |
| 18 de agosto de 2019             | Maestro João Carlos Martins e Chitãozinho & Xororó                                                                                   | –                                            | –         | A.P.H. |
| 24 de agosto de 2019             | Sandy & Junior | Nossa História                               | ≅ 48.000  | E.C.   |
| 25 de agosto de 2019             | Sandy & Junior | Nossa História                               | ≅ 48.000  | E.C.   |
| 12 de outubro de 2019            | Sandy & Junior | Nossa História                               | ≅ 45.000  | E.C.   |
| 13 de outubro de 2019            | Sandy & Junior | Nossa História                               | ≅ 45.000  | E.C.   |
| 7 de setembro de 2019            | Chitãozinho & Xororó, Leonardo e Zezé Di Camargo & Luciano                                                                           | Amigos 20 Anos – A História Continua         | ≅ 55.000  | E.C.   |
| 19 de outubro de 2019            | Nova Orquestra | Game Sinfônica                               | –         | A.P.H. |
| 20 de outubro de 2019            | Nova Orquestra | Led Zeppelin In Concert                      | ≅ 5.000   | A.P.H. |
| 9 de novembro de 2019            | Os Paralamas do Sucesso, Gilberto Gil, Melim, Adriana Calcanhotto, Natiruts e Seu Jorge                                              | Festival NovaBrasil 2019                     | –         | A.P.H. |
| 16 de junho de 2023              | Titãs | Encontro: Todos ao Mesmo Tempo Agora         | ≅ 50.000  | E.C.   |
| 17 de junho de 2023              | Titãs | Encontro: Todos ao Mesmo Tempo Agora         | ≅ 50.000  | E.C.   |
| 18 de junho de 2023              | Titãs | Encontro: Todos ao Mesmo Tempo Agora         | ≅ 50.000  | E.C.   |
| 2 de dezembro de 2023            | Amigos: Chitãozinho & Xororó, Leonardo e Zezé Di Camargo & Luciano                                                                   | A Última Estrada                             | –         | E.C.   |
| 17 de dezembro de 2023           | Amigos: Chitãozinho & Xororó, Leonardo e Zezé Di Camargo & Luciano                                                                   | A Última Estrada                             | –         | E.C.   |
| 15 de dezembro de 2023           | NX Zero | Tour Cedo ou Tarde                           | –         | E.C.   |
| 16 de dezembro de 2023           | NX Zero | Tour Cedo ou Tarde                           | –         | E.C.   |
| 21 de dezembro de 2023           | Titãs | Encontro: Pra Dizer Adeus                    | ≅ 45.000  | E.C.   |
| 22 de dezembro de 2023           | Titãs | Encontro: Pra Dizer Adeus                    | ≅ 45.000  | E.C.   |
| 23 de dezembro de 2023           | Titãs | Encontro: Pra Dizer Adeus                    | ≅ 45.000  | E.C.   |
| 20 de janeiro de 2024            | Jão | SuperTurnê                                   | ≅ 50.000  | E.C.   |
| 21 de janeiro de 2024            | Jão | SuperTurnê                                   | ≅ 50.000  | E.C.   |
| 18 de janeiro de 2025            | Jão | SuperTurnê                                   | –         | E.C.   |
| 6 de abril de 2024               | Só Pra Contrariar | O Último Encontro                            | –         | E.C.   |
| 7 de abril de 2024               | Só Pra Contrariar | O Último Encontro                            | –         | E.C.   |
| 15 de junho de 2024              | Jota Quest | JOTA 25 Arenas                               | –         | E.C.   |
| 14 de dezembro de 2024           | Caetano Veloso e Maria Bethânia | Caetano & Bethânia                           | –         | E.C.   |
| 15 de dezembro de 2024           | Caetano Veloso e Maria Bethânia | Caetano & Bethânia                           | –         | E.C.   |
| 18 de dezembro de 2024           | Caetano Veloso e Maria Bethânia | Caetano & Bethânia                           | –         | E.C.   |
| 8 de fevereiro de 2025           | Vários | Festival CarnaUOL                            | –         | E.C.   |
| 11 de abril de 2025              | Gilberto Gil | Tempo Rei – Última Turnê                     | –         | E.C.   |
| 12 de abril de 2025              | Gilberto Gil | Tempo Rei – Última Turnê                     | –         | E.C.   |
| 25 de abril de 2025              | Gilberto Gil | Tempo Rei – Última Turnê                     | –         | E.C.   |
| 26 de abril de 2025              | Gilberto Gil | Tempo Rei – Última Turnê                     | –         | E.C.   |
| 31 de maio de 2025               | Os Paralamas do Sucesso | Celebrando 40 anos de Clássicos              | –         | E.C.   |
| 18 de julho de 2025              | Natiruts | Leve com Você                                | –         | E.C.   |
| 19 de julho de 2025              | Natiruts | Leve com Você                                | –         | E.C.   |
| 30 de agosto de 2025             | Vários | Festival I Wanna Be Tour                     | –         | E.C.   |